# Tal Menasze
Tal Menasze (hebr.: טל מנשה) – wieś położona w samorządzie regionu Szomeron, w Dystrykcie Judei i Samarii, w Izraelu.
Leży w północnej części Samarii, w otoczeniu terytoriów Autonomii Palestyńskiej.

## Historia
Osada została założona w 1999 przez grupę religijnych żydowskich osadników.